# Тедун (Сыпин)
Теду́н (кит. упр. 铁东, пиньинь Tiědōng, буквально: «к востоку от железной дороги») — район городского подчинения городского округа Сыпин провинции Гирин (КНР). Это основной деловой район городского округа Сыпин.

## История
Район Тедун был образован 22 декабря 1983 года.

## Административное деление
Район Тедун делится на 8 уличных комитетов, 3 посёлка и 1 волость.

## Соседние административные единицы
Район Тедун на западе граничит с районом Теси, на севере — с уездом Лишу, на юго-западе — с провинцией Ляонин.